# بليزانت فيو (يوتا)
بليزانت فيو (بالإنجليزية: Pleasant View, Utah)‏ هي مدينة تقع في الولايات المتحدة في مقاطعة ويبير، يوتا. يقدر عدد سكانها بـ 8,340 نسمة ومساحتها 17.4 كم2 وترتفع عن سطح البحر 1,341 متر.

## التركيبة السكانية
حدّد مكتب تعداد الولايات المتحدة بيانات التركيبة السكانية لبليزانت فيو في تعداد الولايات المتحدة. في ما يلي، التركيبة السكانية حسب تعدادي 2000 و2010.

### تعداد عام 2000
بلغ عدد سكان بليزانت فيو 5,632 نسمة بحسب تعداد عام 2000، وبلغ عدد الأسر 1,740 أسرة وعدد العائلات 1,487 عائلة مقيمة في المدينة. في حين سجلت الكثافة السكانية 311.7 نسمة لكل كيلومتر مربع (807.3/ميل2). وبلغ عدد الوحدات السكنية 1,895 وحدة بمتوسط كثافة قدره 104.9 لكل كيلومتر مربع (271.7/ميل2).
وتوزع التركيب العرقي للمدينة بنسبة 95.31% من البيض و0.48% من الأمريكيين الأفارقة و0.60% من الأمريكيين الأصليين و0.48% من الأمريكيين ذوي الأصول الآسيوية و0.12% من سكان جزر المحيط الهادئ و1.78% من الأعراق الأخرى و1.23% من عرقين مختلطين أو أكثر و3.94% من الهسبانيون أو اللاتينيون من أي عرق.
بلغ عدد الأسر 1,740 أسرة كانت نسبة 45.9% منها لديها أطفال تحت سن الثامنة عشر تعيش معهم، وبلغت نسبة الأزواج القاطنين مع بعضهم البعض 74.7% من أصل المجموع الكلي للأسر، ونسبة 8% من الأسر كان لديها معيلات من الإناث دون وجود شريك، بينما كانت نسبة 2.8% من الأسر لديها معيلون من الذكور دون وجود شريكة وكانت نسبة 14.5% من غير العائلات. تألفت نسبة 13% من أصل جميع الأسر من عدة أفراد يعيشون في نفس المنزل ونسبة 5.1% كانت تتألف من شخص يعيش بمفرده يبلغ من العمر 65 عاماً أو أكثر. وبلغ متوسط حجم الأسرة المعيشية 3.24، أما متوسط حجم العائلات فبلغ 3.55.
بلغ العمر الوسطي للسكان 31.5 عاماً. وكانت نسبة 32.7% من القاطنين تحت سن الثامنة عشر، وكانت نسبة 10.8% بين الثامنة عشر والرابعة والعشرين عاماً، ونسبة 24.2% كانت واقعةً في الفئة العمرية ما بين الخامسة والعشرين والرابعة والأربعين عاماً، ونسبة 22.2% كانت ما بين الخامسة والأربعين والرابعة والستين، ونسبة 10.1% كانت ضمن فئة الخامسة والستين عاماً فما فوق. يوجد لكل 100 أنثى 99.5 ذكر، ويوجد لكل 100 أنثى في الثامنة عشر من عمرها فما فوق 98.0 ذكر.
بلغ متوسط دخل الأسرة في المدينة 62,123 دولارًا، أما متوسط دخل العائلة فبلغ 66,542 دولارًا. وكان متوسط دخل الذكور 41,568 دولارًا مقابل 30,308 دولارًا للإناث. وسجل دخل الفرد الخاص بالمدينة 22,694 دولارًا. وكانت نسبة 1.6% من العائلات ونسبة 2.6% من السكان تحت خط الفقر، وكان من هؤلاء نسبة 4.3% تحت سن الثامنة عشر ونسبة 0% في الخامسة والستين من العمر وما فوق.

### تعداد عام 2010
بلغ عدد سكان بليزانت فيو 7,979 نسمة بحسب تعداد عام 2010، وبلغ عدد الأسر 2,438 أسرة وعدد العائلات 2,086 عائلة مقيمة في المدينة. في حين سجلت الكثافة السكانية 441.6 نسمة لكل كيلومتر مربع (1,143.7/ميل2). وبلغ عدد الوحدات السكنية 2,548 وحدة بمتوسط كثافة قدره 141 لكل كيلومتر مربع (365.2/ميل2).
وتوزع التركيب العرقي للمدينة بنسبة 93.06% من البيض و0.35% من الأمريكيين الأفارقة و0.24% من الأمريكيين الأصليين و0.94% من الأمريكيين ذوي الأصول الآسيوية و0.38% من سكان جزر المحيط الهادئ و3.15% من الأعراق الأخرى و1.89% من عرقين مختلطين أو أكثر و7.26% من الهسبانيون أو اللاتينيون من أي عرق.
بلغ عدد الأسر 2,438 أسرة كانت نسبة 45.5% منها لديها أطفال تحت سن الثامنة عشر تعيش معهم، وبلغت نسبة الأزواج القاطنين مع بعضهم البعض 74.4% من أصل المجموع الكلي للأسر، ونسبة 7.6% من الأسر كان لديها معيلات من الإناث دون وجود شريك، بينما كانت نسبة 3.6% من الأسر لديها معيلون من الذكور دون وجود شريكة وكانت نسبة 14.4% من غير العائلات. تألفت نسبة 11.9% من أصل جميع الأسر من عدة أفراد يعيشون في نفس المنزل ونسبة 5.3% كانت تتألف من شخص يعيش بمفرده يبلغ من العمر 65 عاماً أو أكثر. وبلغ متوسط حجم الأسرة المعيشية 3.27، أما متوسط حجم العائلات فبلغ 3.57.
بلغ العمر الوسطي للسكان 34.1 عاماً. وكانت نسبة 32.9% من القاطنين تحت سن الثامنة عشر، وكانت نسبة 8% بين الثامنة عشر والرابعة والعشرين عاماً، ونسبة 22.3% كانت واقعةً في الفئة العمرية ما بين الخامسة والعشرين والرابعة والأربعين عاماً، ونسبة 25.2% كانت ما بين الخامسة والأربعين والرابعة والستين، ونسبة 11.7% كانت ضمن فئة الخامسة والستين عاماً فما فوق. وتوزع التركيب الجنسي للسكان بنسبة 50.1% ذكور و49.9% إناث.